# 第501飛行隊 (航空自衛隊)
第501飛行隊（だい501ひこうたい、JASDF 501st Tactical Reconnaissance Squadron）は、2020年まで存在した航空自衛隊偵察航空隊の飛行隊。廃止直前には百里基地を拠点とし、偵察機にRF-4EとRF-4EJ、連絡機にT-4を運用していた。

## 概要

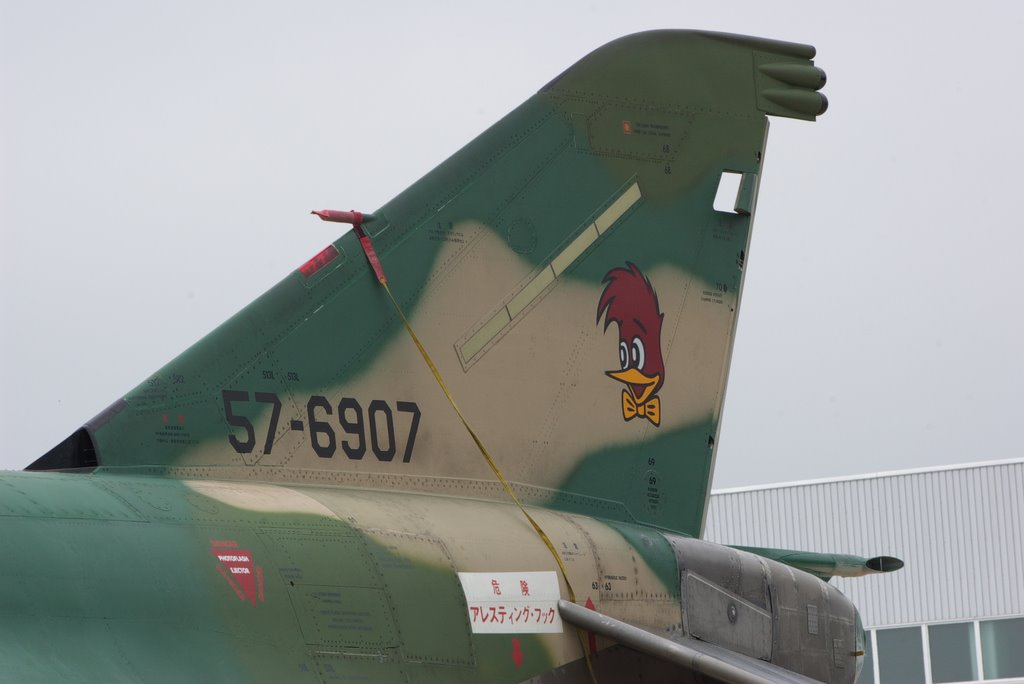
第501飛行隊部隊マークのウッディー

第501飛行隊は日本唯一の戦術偵察機運用部隊であった。日本全土を活動範囲とし、百里基地に配置されていたものの第7航空団所属ではなく、航空総隊の直轄部隊であった。
戦術目的だけではなく、民生協力での火山観測や阪神・淡路大震災や東日本大震災などの大規模災害での災害派遣時も偵察飛行を行っていた。
1961年（昭和36年）12月1日に松島基地で編成され、1962年（昭和37年）8月28日には入間基地に移動した。初期の運用機はRF-86Fであった。これは戦闘機として導入したF-86Fのうち長期保管機を改造したものであった。
1972年（昭和47年）、航空自衛隊はRF-86Fの後継機としてRF-4Eを採用、14機を導入することとなった。この際、所属基地も百里基地へ移動することになり、1974年（昭和49年）10月1日に「百里先遣隊」を編成、12月4日にRF-4Eの1号機が配備された。1975年（昭和50年）10月1日に第501飛行隊本隊の移動が完了、また入間基地にRF-86Fを装備する「入間分遣隊」が編成されたが、1977年（昭和52年）3月25日に解散し、RF-86Fは航空総隊司令部飛行隊へ移管された。
1992年（平成4年）には、F-15J/DJの導入により余剰となったF-4EJのうち15機をRF-4EJに改修したうえで導入した。
その後RF-4E及びRF-4EJの老朽化に伴い、後継機としてF-15J/DJ戦闘機を改修して偵察機とする案が検討された。しかし、契約受注者である東芝が防衛省の要求性能を満たす光学・赤外線偵察ポッドを提供できないと見込まれたため、防衛省が契約を解除し、F-15J/DJ戦闘機を改修する計画はとん挫した。
2020年（令和2年）3月26日、機体の老朽化などを理由として第501飛行隊は廃止された。偵察の役割は、無人航空機「RQ-4 グローバルホーク」を運用する偵察航空隊や、戦闘機部隊が引き継いだ。RF-4E・RF-4EJが装備していたフィルム式カメラでは帰投後に現像が必要だったのに対し、これら撮影画像の電送や電波情報収集が可能である。
部隊マークはキツツキを模したアメリカのアニメキャラクターであるウッディー・ウッドペッカーであり、川中島の戦いの啄木鳥戦法に由来していた。また、保有していたRF-4EとRF-4EJにはシャークマウス塗装が施されているものがあった。

## 沿革
- 1961年（昭和36年）12月01日 - 松島基地において第501飛行隊新編[4]。
- 1962年（昭和37年）08月28日 - 入間基地へ移動[4]。
- 1974年（昭和49年）
  - 10月1日 - 百里先遣隊編成[4]。
  - 12月4日 - RF-4E配備開始。
- 1975年（昭和50年）10月01日 - 百里基地へ移動。入間分遣隊編成[4]。
- 1977年（昭和52年）03月25日 - 入間分遣隊閉隊[4]。
- 1982年（昭和57年）06月07日～06月09日 - 航空総隊総合戦技競技会第1部門（援護戦闘）RF-4の部優勝（第1チーム）[5][6]。
- 1983年（昭和58年）11月11日～11月19日 - 航空総隊総合戦技競技会第1部門（援護戦闘）RF-4の部優勝（第2チーム）[7][6]。
- 1984年（昭和59年）11月05日～11月08日 - 航空総隊総合戦技競技会第1部門（援護戦闘）RF-4の部優勝（第1チーム）[8][6]。
- 1992年（平成04年）06月22日 - RF-4EJ配備開始[4]。
- 2020年（令和02年）03月26日 - 部隊廃止。

## 歴代運用機

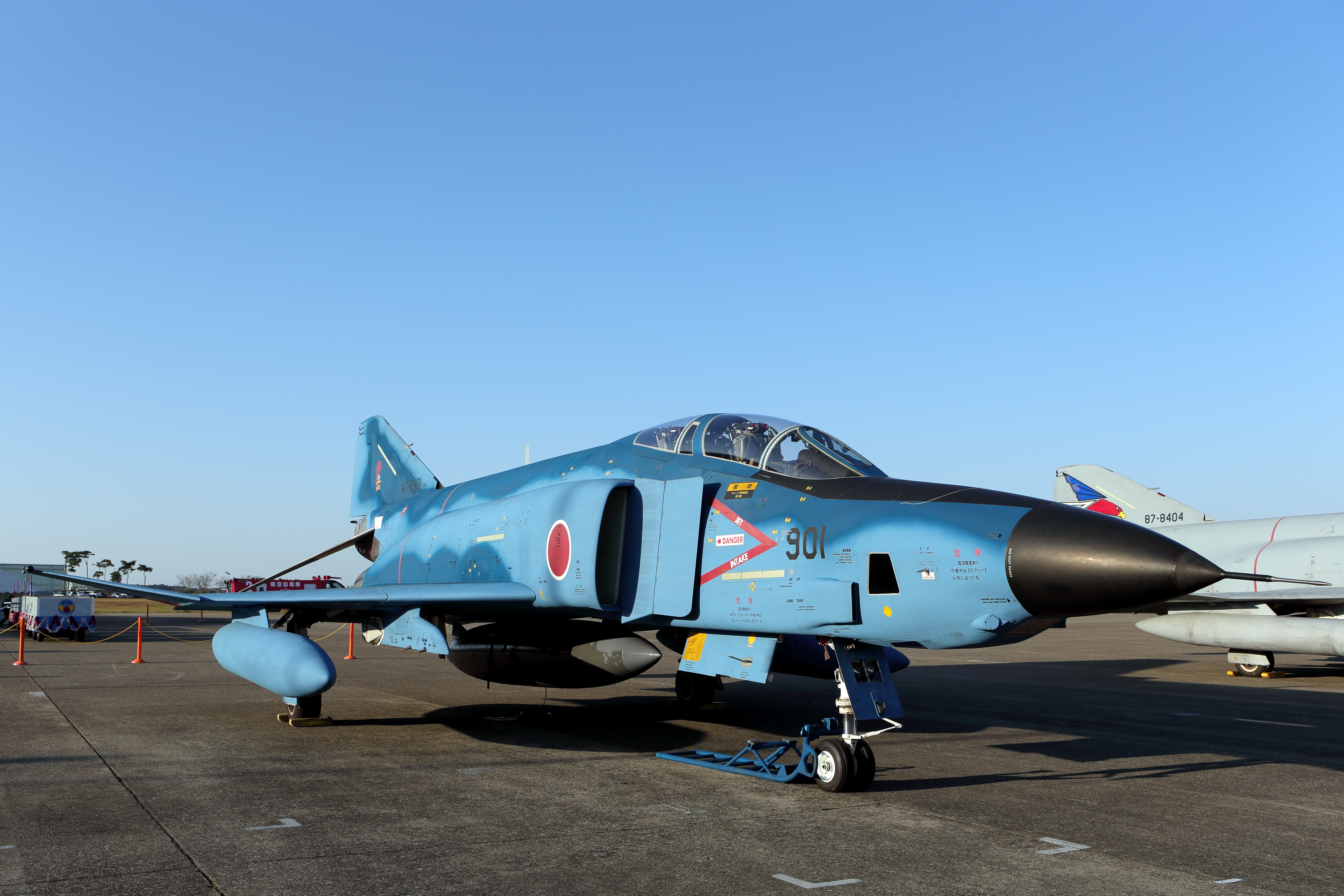
洋上迷彩を施したRF-4E

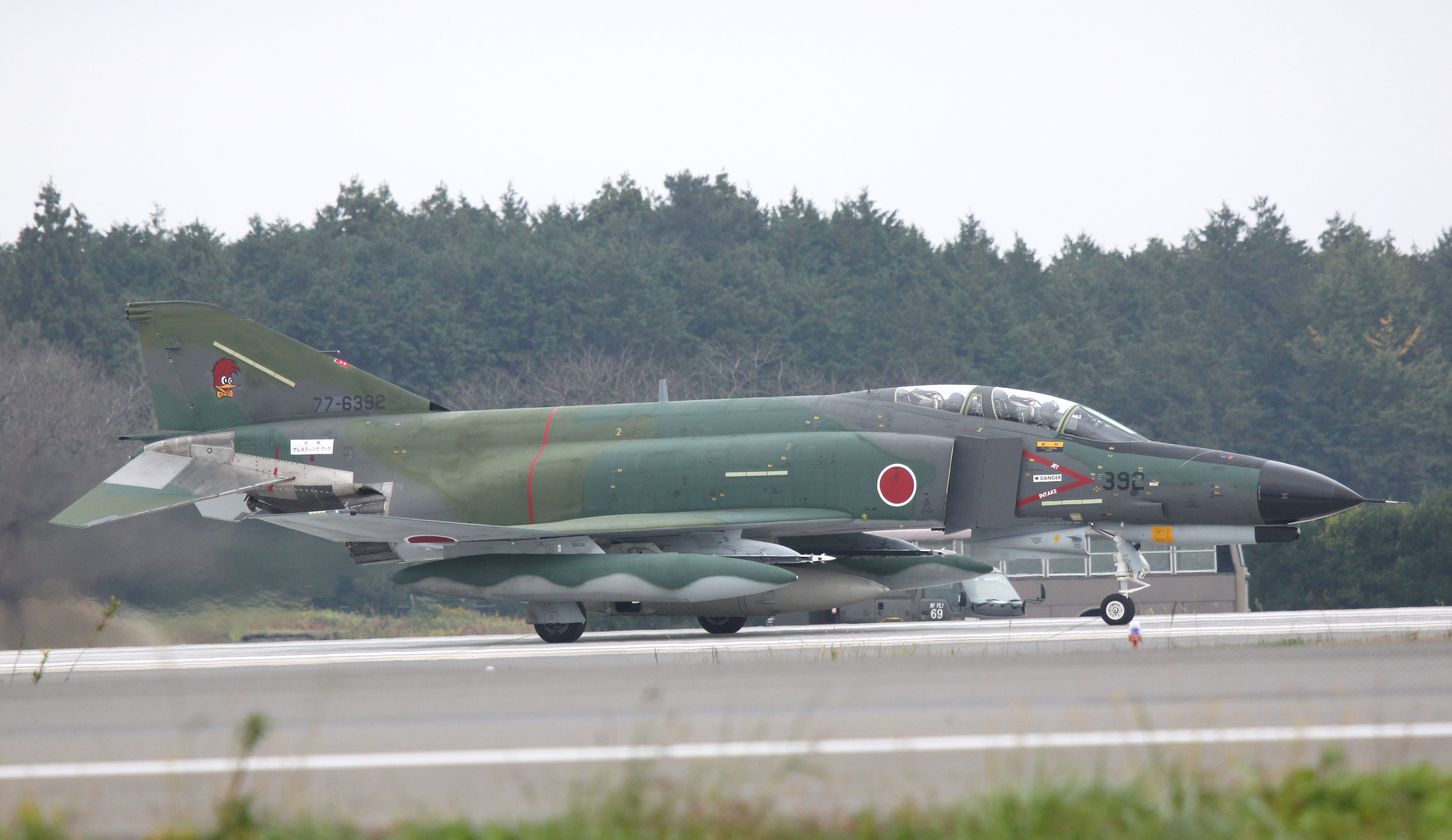
第501飛行隊のRF-4EJ

- 偵察機
  - RF-86F（1961年～1977年）
  - T-28B（1961年～1963年）
  - RF-4E（1974年～2020年）
  - RF-4EJ（1992年～2020年）
- 連絡機
  - T-33A（1961年～1994年）
  - T-4（1990年～2020年）

## 登場作品
『日本沈没』（2006年版）
災害現場への偵察飛行シーンに登場する。
『ファントム無頼』
空自の百里基地に所属する偵察部隊として登場する。